# Juan Gil de Hontañón

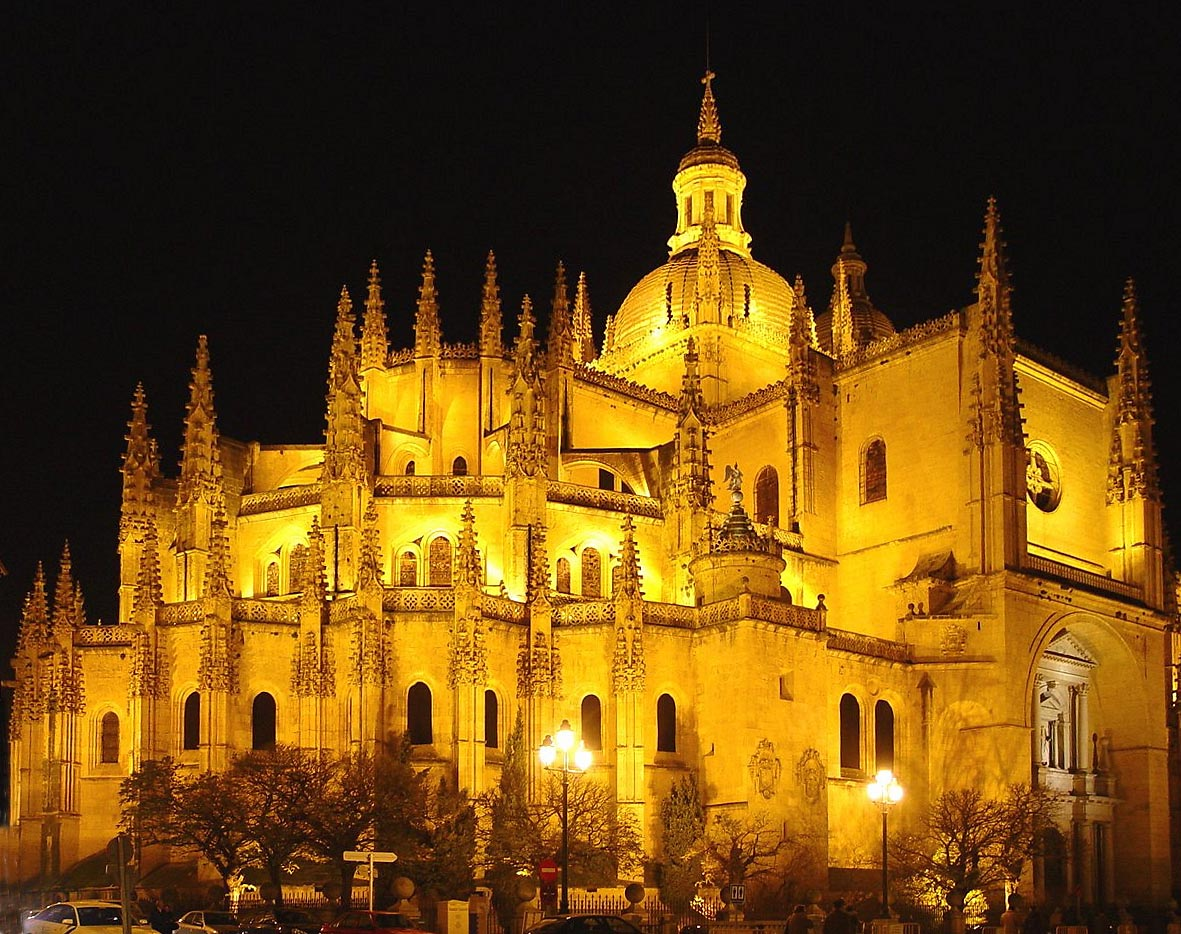
Catedral de Segovia, construida según trazas de Juan Gil de Hontañón.

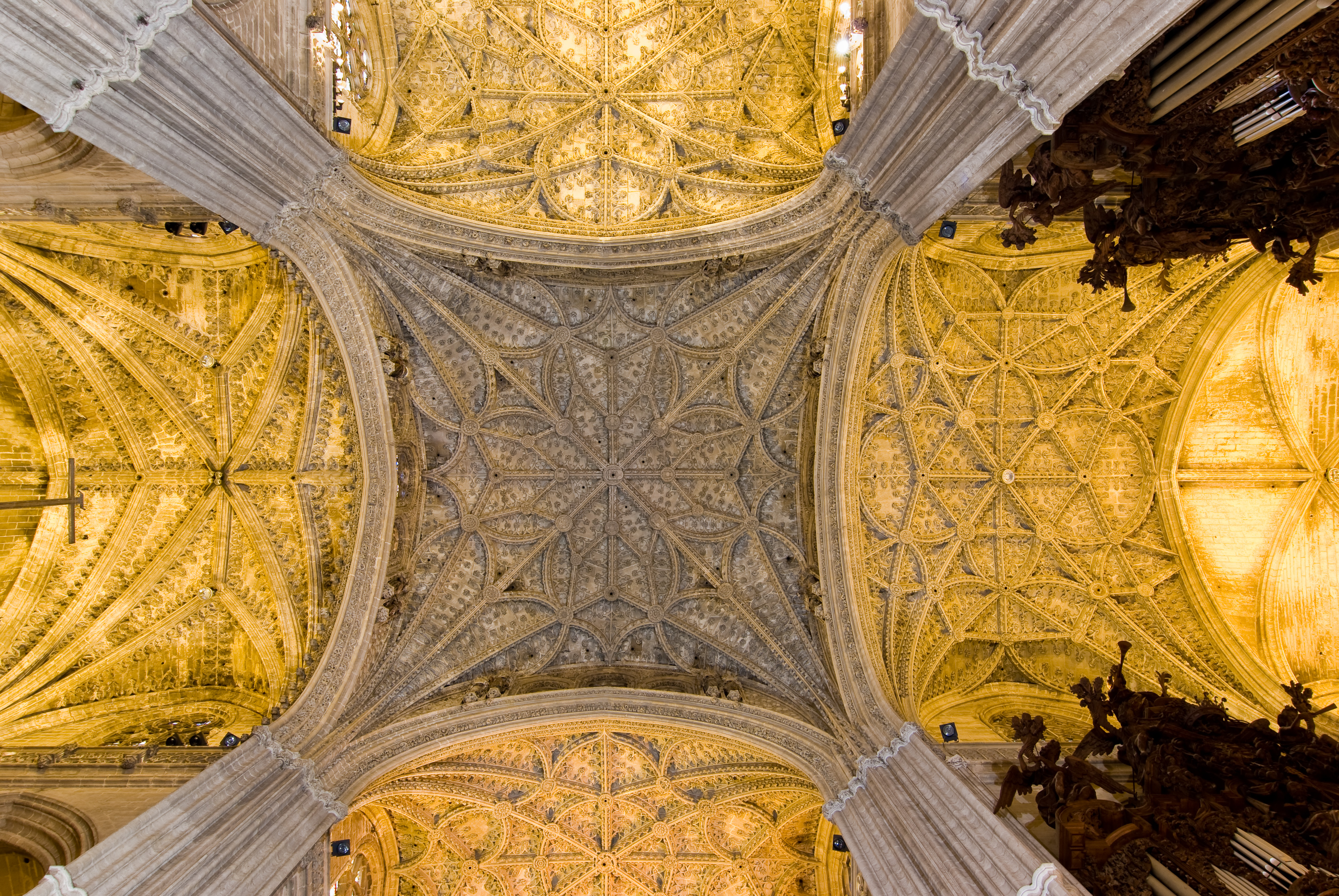
Bóveda del crucero de la Catedral de Sevilla

Juan Gil de Hontañón (Rasines, Cantabria, h. 1480 - 1526), fue un maestro constructor español, primero de una saga familiar de arquitectos del siglo XVI.

## Biografía
Sus primeros trabajos fueron en Segovia, asociados a la escuela de Juan Guas. Allí intervino en la nueva catedral, en el castillo del duque de Alburquerque y en el monasterio de San Francisco, ambos en Cuéllar, así como en el castillo de Turégano, varios monasterios y la catedral de Palencia. Trasladado a Salamanca, se hace cargo como maestro mayor de obras de la construcción de la catedral Nueva.
Su relación con la ciudad de Sevilla se debe a su nombramiento como maestro mayor de los trabajos de la catedral, el 12 de septiembre de 1513 -y hasta el año 1516-, tras la destitución del cargo a su antecesor, Alonso Rodríguez, por el derrumbe del cimborrio construido por este en diciembre de 1511. Su nombramiento queda precedido por reuniones del cabildo con varios de los grandes maestros de la época en esta materia, entre los que también se encuentran Juan de Álava y Juan de Badajoz.
Para el nuevo cimborrio, Juan Gil proyecta uno nuevo situado a más de 40 m de altura sobre el suelo, más bajo que el anterior, quedando terminado en 16 de diciembre de 1517; cimborrio que también se desplomó 370 años después, el 1 de agosto de 1888, volviéndose a reponer muy pronto con igual forma tal como se ve hoy.
En sus últimos años trabaja de nuevo en Segovia, así como en Zamora y Granada.
Sus hijos, que continuarían algunas de sus obras, fueron Rodrigo Gil de Hontañón y Juan Gil de Hontañón, el Mozo.